# Sarcoglottis rosulata
Sarcoglottis rosulata là một loài thực vật có hoa trong họ Lan. Loài này được (Lindl.) P.N.Don miêu tả khoa học đầu tiên năm 1845.